# Nopoiulus punctulatus
Nopoiulus punctulatus är en mångfotingart som beskrevs av Menge 1851. Nopoiulus punctulatus ingår i släktet Nopoiulus och familjen pärlbandsfotingar. Inga underarter finns listade i Catalogue of Life.